# Fabien Lemoine
Fabien Lemoine (ur. 16 marca 1987 w Fougères) – piłkarz francuski grający na pozycji defensywnego pomocnika.

## Kariera klubowa
Karierę piłkarską Lemoine rozpoczął w klubie z Bretanii, Stade Rennais. W 2007 roku awansował z amatorskich rezerw do kadry pierwszej drużyny prowadzonej wówczas przez trenera Pierre'a Dréossiego. W Ligue 1 zadebiutował 13 stycznia 2008 w wygranym 3:1 domowym spotkaniu z Olympique Marsylia i zagrał na tyle dobrze, że nowy trener klubu, Guy Lacombe zaczął go wystawiać w pierwszym składzie. 26 kwietnia w zwycięskim 3:0 meczu z RC Strasbourg Fabien zdobył swojego pierwszego gola w lidze. Na koniec sezonu zajął z Rennes 6. miejsce w Ligue 1. Od początku sezonu 2008/2009 był podstawowym zawodnikiem Stade Rennais.
Latem 2011 roku podpisał kontrakt z AS Saint-Étienne. Zadebiutował w nim 21 sierpnia 2011 w zremisowanym 0:0 domowym meczu z Olympique Marsylia. W Saint-Étienne grał do końca sezonu 2016/2017.
Latem 2017 przeszedł do FC Lorient. Swój debiut w nim zaliczył 29 lipca 2017 w zremisowanym 1:1 domowym spotkaniu z US Quevilly. W sezonie 2019/2020 awansował z Lorient z Ligue 2 do Ligue 1.
| Sezon   | Klub             | Kraj    | Rozgrywki | Mecze | Bramki | Rozgrywki Europy | Mecze | Bramki |
| ------- | ---------------- | ------- | --------- | ----- | ------ | ---------------- | ----- | ------ |
| 2007/08 | Stade Rennais FC | Francja | Ligue 1   | 18    | 1      | -                | -     | -      |
| 2008/09 | Stade Rennais FC | Francja | Ligue 1   | 38    | 0      | Liga Europy UEFA | 4     | 0      |
| 2009/10 | Stade Rennais FC | Francja | Ligue 1   | 31    | 0      | -                | -     | -      |
| 2010/11 | Stade Rennais FC | Francja | Ligue 1   | 18    | 0      | -                | -     | -      |
| 2011/12 | AS Saint-Étienne | Francja | Ligue 1   | 27    | 0      | -                | -     | -      |
| 2012/13 | AS Saint-Étienne | Francja | Ligue 1   | 35    | 1      | -                | -     | -      |
| 2013/14 | AS Saint-Étienne | Francja | Ligue 1   | 35    | 2      | Liga Europy UEFA | 3     | 0      |
| 2014/15 | AS Saint-Étienne | Francja | Ligue 1   | 35    | 2      | Liga Europy UEFA | 8     | 0      |
| 2015/16 | AS Saint-Étienne | Francja | Ligue 1   | 33    | 0      | Liga Europy UEFA | 9     | 0      |
| 2016/17 | AS Saint-Étienne | Francja | Ligue 1   | 16    | 0      | Liga Europy UEFA | 6     | 1      |
| 2017/18 | FC Lorient       | Francja | Ligue 2   | 32    | 2      | -                | -     | -      |
| 2018/19 | FC Lorient       | Francja | Ligue 2   | 32    | 1      | -                | -     | -      |
| 2019/20 | FC Lorient       | Francja | Ligue 2   | 25    | 0      | -                | -     | -      |
| 2020/21 | FC Lorient       | Francja | Ligue 1   | 30    | 1      | -                | -     | -      |

Stan na: koniec sezonu 2020/2021

## Kariera reprezentacyjna
W 2008 roku Lemoine zadebiutował w młodzieżowej reprezentacji Francji U-21.